# Карпентер, Фрэнсис
Фрэнсис Карпентер (англ. Francis Bicknell Carpenter; 1830—1900) — американский художник.

## Биография
Родился 6 августа 1830 года в городе Хомер, штат Нью-Йорк, США; происходил из знатного рода Rehoboth Carpenter из Новой Англии. Отец — Асаф Хармон (англ. Asaph Harmon), мать — Альмира Кларк (англ. Almira Clark ), Фрэнсис был одним из девяти детей их семьи.
В 1844 году Фрэнсис, показав родителям стремление к живописи, был отпущен для обучения в город Сиракьюс, штат Нью-Йорк, на полгода для учёбы под руководством Сэнфорда Тайера (англ. Sanford Thayer). В 1848 году он был удостоен премии American Art-Union. В возрасте двадцати одного года Карпентер создал собственную студию в Нью-Йорке. В 1852 году он был избран членом Национальной академии дизайна в качестве ассоциированного члена.
К концу 1870-х годов Карпентер заинтересовался и углубился в религию и духовность. Умер 23 мая 1900 года в Нью-Йорке от водянки (отёка). Был похоронен на кладбище Glenwood Cemetery родного города Хомера.

### Семья
6 января 1853 Фрэнсис Карпентер женился на Огасте Прентисс (англ. Augusta Herrick Prentiss, 1831—1926). У них родились дети:
- Дочь — Флоренс (англ. Florence Trumbell Carpenter; 10 марта 1854, Хомер, штат Нью-Йорк — 30 декабря 1899), была замужем за Альбертом Ивом (англ. Albert Chester Ives; ок. 1854, Буффало, штат Нью-Йорк — ?).
- Сын — Сэнфорд (англ. Sanford Carpenter; 22 мая 1862, Хомер, штат Нью-Йорк — ?). Был женат на Коре Андерсон (англ. Cora Anderson; 3 апреля 1860, Луисвилль, штат Кентукки — 1923, похоронена в Хомере).

## Труды

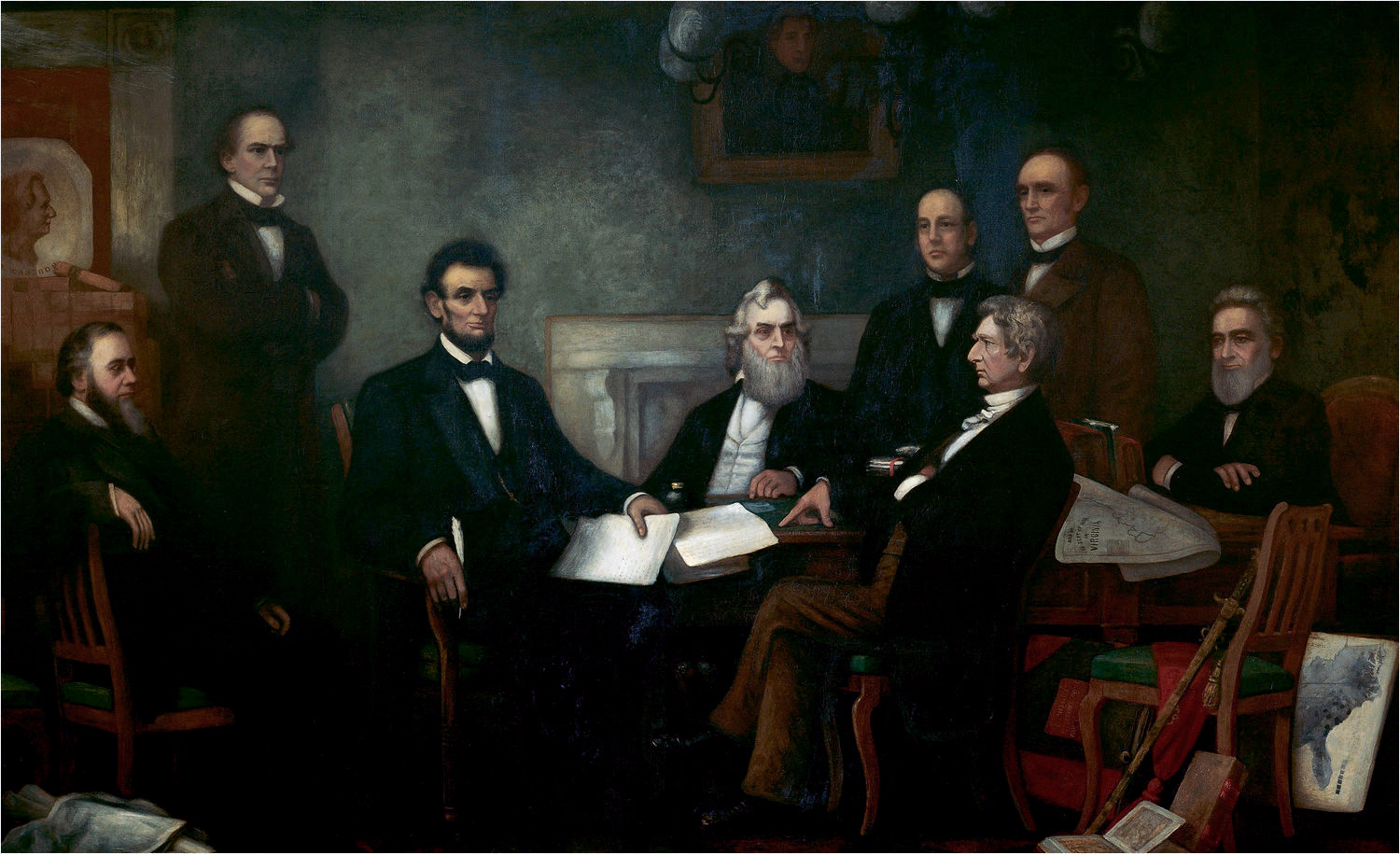
«Первое чтение Прокламации об освобождении президентом Линкольном»;
1864 год; масло, холст; 274,3 × 457,2 см.

Фрэнсис Карпентер создал много портретов выдающихся людей своего времени. Наиболее известным его произведением является полотно «Первое чтение Прокламации об освобождении президентом Линкольном» (англ. First Reading of the Emancipation Proclamation of President Lincoln), которое находится в Капитолии, Вашингтон.
Интересно, что после вступления в силу Прокламации об освобождении рабов, Френсис Карпентер добился аудиенции у президента и предложил ему создать картину на эту тему. 6 февраля 1864 года на второй встрече президент Линкольн дал согласие на создание произведения. Вскоре художник переехал в Белый дом, где оставался в течение шести месяцев, чтобы создать в 1864 году полотно, на котором были представлены многие члены Кабинета министров. В 1866 году Карпентер опубликовал свои мемуары о проживании в Белом доме — Six Months at the White House with Abraham Lincoln.